# Ziusudra
Ziusudra (također Zi-ud-sura i Zin-Suddu, grč. Xisuthros) od grada Šurupaka javlja se na listi WB-62 Popisu sumerskih kraljeva kao posljednji kralj Sumera prije Velikog potopa, čiji je epitet bio Atrahasis („iznimno mudar”). Naknadno je zabilježen kao heroj sumerskog Epa o potopu. Također, on se pojavljuje i u ostalim drevnim književnim zapisima, uključujući Smrt Gilgameša, Pjesmu o ranim vladarima, i kasnijoj verziji Šurupakovih instrukcija. Akadski Utnapištim („onaj koji je pronašao život”), isto kao i biblijski Noa („odmor”) bili su vrlo slični legendarnim herojima iz vremena potopa u pričama drevnog Bliskog istoka. Ziusudra je prethodnik islamske sage Al-Khiḍr/Al-Khaḍir.
Iako svaka inačica mita o potopu ima ponešto drugačije elemente priče, postoje brojni elementi koji su zajednički u dvije, tri ili četiri verzije. Najranija verzija mita o potopu fragmentarno je sačuvana u Postanku iz Eridua, napisanom sumerskim klinopisom koji potječe iz 17. st. pr. n. e., doba 1. dinastije iz Babilona kada je jezik pisanja i administracije još uvijek bio sumerski. Jake paralele uočljive su u usporedbi s drugim bliskoistočnim legendama o potopu kao što je biblijski prikaz Noe.

## Postanak iz Eridua

### Popis sumerskih kraljeva
U pregledu Popisa sumerskih kraljeva, za Ziusudru ili Zin-Suddu od Šurupaka je zabilježeno da je vladao kao kralj i svećenik (gudug) u razdoblju od 10 sara, odnosno u periodu od 3 600 godina. U toj verziji, Ziusudra nasljeđuje vlast od svojega oca Šurupaka (SU.KUR.LAM) koji je vladao 10 sara.
Tekst koji se odnosi na Ziusudru u WB-62 je sljedeći: „Tada potop prekriše sve. Nakon što je potop prekrio sve, kraljevstvo je prešlo s nebesa [na zemlju]; kraljevstvo je bilo utemeljeno u Kišu.” Grad Kiš je cvjetao tijekom ranog dinastijskog perioda nedugo nakon izlijevanja rijeka u Šurupaku (današnji Tell Fara, Irak) i ostalim sumerskim gradovima što su potvrdili arheološki nalazi. Spomenuto izlijevanje rijeka datirano je radiokarbonskom metodom u vrijeme oko 2900. g. pr. n. e. Polikromno (višebojno) lončarsko posuđe iz perioda Jamdet Nasr (oko 3000. – 2900. g. pr. n. e.) otkriveno je odmah ispod naslaga iz vremena spomenutog potopa kod Šurupaka, a period Jamdet Nasr prethodi ranom dinastijskom periodu.
Ziusudrino ime, koje se pojavljuje na Popisu sumerskih kraljeva, povezuje priču o potopu spomenutu u tri sačuvana babilonska potopna epa: o Ziusudri (Postanak iz Eridua), Utnapištimu (Ep o Gilgamešu) i Atrahasisu (Ep o Atrahasisu). Spomenute priče i Ziusudrino ime, stoga, povezuju se s nakupinama taloga izlijevanja rijeka kod Šurupaka, Uruka, Kiša i drugdje, a koji su radiokarbonskom metodom datirani u razdoblje oko 2900 g. pr. n. e. To je neke stručnjake navelo na zaključak da je heroj iz vremena potopa bio kralj Šurupaka u vrijeme s kraja perioda Jamdet Nasr (oko 3000. – 2900. g. pr. n. e.) koje je završilo poplavom rijeke negdje 2900. g. pr. n. e.
Ziusudra je bio kralj iz Šurupaka, što potvrđuje XI. pločica Epa o Gilgamešu, čineći poveznicu s Utnapištimom (akadskim prijevodom sumerskog imena Ziusudra) i epitetom "čovjek od Šurupaka" u 23. retku.

### Sumerski mit o potopu
Priča o Ziusudri poznata je s jedne fragmentarne ploče napisane sumerskim, a koja je pomoću analize pisma datirana u 17. st. pr. n. e., doba Starobabilonskog carstva. Prvi prijevod spomenute priče napisao je njemački sumerolog Arno Poebel 1914. godine. Prvi dio priče govori o stvaranju čovjeka i životinja te utemeljenju prvih gradova: Eridua, Bad-tibira, Larse, Sipara i Šurupaka. Nakon dijela priče koji nedostaje upoznati smo s opisom prema kojemu su bogovi odlučili poslati potop kako bi uništili čovječanstvo. Bog Enki, gospodar podzemnog mora i svježe vode te sumerski ekvivalent babilonskog boga Ea, dao je upozoriti Ziusudru da sagradi veliki brod. Dio u kojem se opisuju upute za izgradnju broda također nedostaje. Tekst potom opisuje sâm potop; strahovitu oluju koja je bjesnila sedam dana. Tekst na tom dijelu ploče glasi: „veliki brod bijaše bacan amo-tamo na velikim vodama”. Kad se pojavio Utu, Ziusudra je otvorio prozor i pao na koljena te je žrtvovao vola i ovcu. Nakon još jednog dijela priče koji nedostaje, tekst opisuje kako se voda počela povlačiti, a Ziusudra se ponizno pojavio pred Anuom i Enlilom, koji su mu dali „vječni dah”. Zatim su ga bogovi poveli da boravi u Dilmunu. Preostali dio teksta je izgubljen.
Ep o Ziusudri posjeduje jedan element u retku 258-261 koji nije pronađen u drugim verzijama priče. Prema tom prikazu, nakon potopa „kralja Ziusudru ... oni su poveli da boravi u zemlji Dilmun, mjestu gdje sunce izlazi.” Znanstvenici Dilmun povezuju s Bahrainom, otokom u Perzijskom zaljevu na istočnoj strani Arapskog poluotoka. U toj verziji priče, Ziusudrin brod je plovio rijekom Eufrat u Perzijski zaljev umjesto odlaska prema planinskim predjelima ili Kišu. Sumersku riječ KUR u 140. retku Epa o Gilgamešu znanstvenici interpretiraju u značenju „planina“ na akadskom jeziku iako u sumerskom KUR ne znači „planina”, već „zemlja”, osobito neka strana.
Sumerski dokument Šurupakove instrukcije, čiji nastanak orijentalist S. N. Kramer datira u približno 2500 g. pr. n. e., također spominje priče o Ziusudri. Kramer iz tog razloga zaključuje da je „Ziusudra postao osoba vrijedna poštovanja u književnoj tradiciji sredinom trećeg tisućljeća prije nove ere.”

### Xisuthros
Xisuthros (Ξίσουθρος) je grčki oblik sumerskog imena Ziusudra, a za kojega znamo iz djela Euzebija iz Cezareje, jednog od sudionika Prvog sabora u Niceji te ranog povjesničara kršćanske Crkve. Euzebije je citirao Aleksandra Polihistora, pontskog povjesničara koji je živio u Rimu. Aleksandar je osobno prevodio djela Berosa, svećenika boga Marduka u Babilonu, na kojeg se Aleksandar često oslanjao glede svih informacija vezanih uz Mezopotamiju. Među osobitostima tih verzija mita o potopu je poistovjećivanje (interpretatio graeca) sumerskog boga Enkija s grčkim bogom Kronom, ocem Zeusa. Barem do vremena Berosa postoje dokazi pokušaja očuvanja Ziusudrina broda od trstike u planinama Armenije.[nedostaje izvor] Xisustros se spominje kao kralj koji je vladao 18 sara i sin Ardatesa. Riječ za 3600 bila je sari (shar u akadskom) tako da se 18 sari često krivo prevodilo kao 64 800 godina. To je unijelo zabunu kod tumačenja arhajskog znaka U4 u značenju godina i znaka za shar (3600) jer oba znaka imaju četverostrani dijamantni oblik.  Xisuthros je vladao 18 godina. Vladavine ostalih kraljeva također su se krivo prevodile u tada sačuvanom Berosovom popisu kraljeva.

## Ep o Atrahasisu
Akadski Ep Atrahasis spominje kako je bog Enki upozorio heroja Atrahasisa da sagradi brod kako bi se spasio od potopa. Pri spomenu potopa nije potpuno jasno kako će do njega doći, a ep tvrdi da će čovječanstvo biti uništeno zajedno s pretpotopnim gradovima. Jedan istraživač ističe da se u Epu o Atrahasisu, na 3. ploči u retku 6 – 9 gdje se govori o potopu, nalazi spomen rijeke: „Poput konjica [mrtva tijela] ispuniše rijeku. Poput splavi oni se pomakoše do ruba [čamca]. Poput splavi oni se pomakoše do obale rijeke.”
Treba istaknuti, međutim, da mnogi znanstvenici smatraju priču o Atrahasisu univerzalnom.[nedostaje izvor] A. R. George, W. G. Lambert i A. R. Millard jasno ističu da je nakana bogova u Epu o Atrahasisu bila „istrijebiti čovječanstvo.” Prema priči, potop je uništio „sve na zemlji.” U širem kontekstu, teško je shvatiti kako bi lokalna poplava rijeke završila s takvim posljedicama.
Ep o Atrahasisu daje dodatne informacije vezane uz potop i njegovog heroja koje nisu zabilježene u Epu o Gilgamešu te drugim verzijama mitova o potopu iz vremena drevnog Bliskog istoka.
U redcima 6 i 7 pločica pod oznakom RS 22.421 piše sljedeće: „Ja sam Atrahasis. Živio sam u hramu boga Ea, mojega Gospodina.” U vrijeme koje je prethodilo preddinastičkom periodu sumerske povijesti, kraljevi su bili podređeni svećenicima i često su živjeli u istom hramskom kompleksu kao i svećenici.
Na 3. pločici Epa o Atrahasisu u redcima 55 – 56 stoji: „On odvezaše mrtvi vez i pusti da brod pluta.” Taj opis konzistentan je prikazu izlijevanja rijeke, ali to nije nužno jedina mogućnost. Ako je Atrahasis odvezao mrtvi vez, plutajući brod mogao je otploviti rijekom u Perzijski zaljev. Teško je, međutim, usuglasiti takve sugestije s informacijom da je brod doplovio do planine, kako se navodi u Epu o Gilgamešu.

## Utnapištim iEp o Gilgamešu
Na jedanaestoj pločici babilonskog Epa o Gilgamešu, Utnapištim je naveden kao mudri kralj sumerskog grada-države Šurupaka zajedno sa svojom neimenovanom ženom. Usto, Utnapištim je preživio potop koji su bogovi poslali kako bi utopili svako živo stvorenje na zemlji. Utnapištima je o planu bogova u tajnosti upozorio bog Enki i preporučio mu da sagradi veliki brod ili arku kako bi spasio sebe, svoju obitelj te predstavnike svake vrste životinja. Nakon što je potop završio, arka se usidrila na planini Nisir. Kada se nakon sedam dana Utnapištimova arka primirila, Utnapištim je pustio golubicu, koja naposljetku nije pronašla mjesto za gnijezdo i kasnije se vratila. Zatim je poslana lastavica koja se vratila nakon što nije pronašla grgeča. Međutim, kada je poslan gavran, on se nije vratio. Utnapištim je tada prinio žrtvu i prolio vino u slavu boga Enkija na vrhu planine Nisir. Zbog toga što su preživjeli potop, Utnapištimu i njegovoj ženi bogovi su darovali besmrtnost. Napokon, njega su uzeli bogovi kako bi zauvijek živio „na ušću rijeka” i dan mu je epitet „udaljen, odsutan, sanjarski”.

## Sličnosti s mitom o Noinoj arci
Sličnosti između priče o Noinoj arci, sumerske priče o Ziusudri te babilonskih priča o Atrahasisu i Utnapištimu vidljive su u odgovarajućim dijelovima pojedinih verzija:
„(...) oluja je bjesnila (...) sedam dana i sedam noći.” – Ziusudra 203
„Sedam dana i sedam noći trajala je oluja.” – Atrahasis III, iv, 24
„Šest dana i sedam noći trajaše vjetar i oluja.” – Gilgameš XI, 127
„I udari dažd na zemlju da pljušti četrdeset dana i četrdeset noći.” – Knjiga Postanka 7:12
„On ponuđaše žrtvu.” – Atrahasis III, v, 31
„I ponudi žrtvovanje.” – Gilgameš XI, 155u
„I podiže Noa žrtvenik Jahvi; uze od svih čistih životinja i od svih čistih ptica i prinese na žrtveniku žrtve paljenice.” – Knjiga Postanka 8:20
„(...) podigne žrtvenik i ponudi žrtve bogovima.” – Beros
„Bogovi osjetiše miris [paljenice].” – Atrahasis III, v, 34
„Bogovi osjetiše slatki miris [paljenice].” – Gilgameš XI, 160
„Jahve omirisa miris ugodni pa reče sebi: »Nikad više neću zemlju u propast strovaliti zbog čovjeka, ta čovječje su misli opake od njegova početka; niti ću ikad više uništiti sva živa stvorenja, kako sam učinio.«” – Knjiga Postanka 8:21
Vrijeme nastanka hebrejske priče o Velikom potopu u Knjizi Postanka smješta se približno u 5. st. pr. n. e. Prema nekim hipotezama spomenuta hebrejska verzija potopa ima dva književna izvora: tzv. predaja J i predaja P koje je konzultirao i napisao nepoznati urednik nakon babilonskog sužanjstva negdje između 539. – 400. g. pr. n. e. Hans H. Schmid vjeruje da su oba izvora, J i P, isprva napisani tijekom babilonskog sužanjstva u 6. st. pr. n. e. te da su se direktno nadovezivali na babilonske izvore.